# Chukwa jezik
Chukwa jezik (ISO 639-3: cuw; cukwa ring, pohing, pohing kha), istočnokirantski jezik šire himalajske skupine, danas gotovo izumro, kojim još govori oko 100 ljudi (Winter 1991) u zoni Kosi u Nepalu, distrikt Bhojpur. Zauzima maleno područje sa svih strana okruženo govornim područjem sampang [rav].
Chukwa govornici služe se i nepalskim [nep]

## Vanjske poveznice
- Ethnologue (14th)
- Ethnologue (15th)